# Minnesmynt

Ett minnesmynt (och etui) med Astrid Lindgren utgivet 2002, valören är 50 Kr, på baksidan Pippi Långstrump och hennes apa Herr Nilsson.

Minnesmynt, även känt som jubileumsmynt, är mynt som uppmärksammar händelser av nationell betydelse. 
Myntet får stor spridning och dess prägling och motiv blir känt hos allmänheten, vilket gynnar syftet med myntet – att uppmärksamma viktiga händelser. Ett exempel i Sverige på ett minnesmynt är den enkrona som 2009 präglades för att uppmärksamma relationen mellan Sverige och Finland. Minnesmynt förvaras ofta i ett etui till skydd mot repor och direkt hantering.